# قوسه الأخير (قصة قصيرة)
قوسه الأخير: خاتمة أعمال شيرلوك هولمز (بالإنجليزية: His Last Bow. The War Service of Sherlock Holmes)‏ أو (His Last Bow: An Epilogue of Sherlock Holmes) أو المغامرة الأخيرة: خاتمة أعمال شيرلوك هولمز. هي واحدة من 56 قصة قصيرة لــ شرلوك هولمز من تأليف السير آرثر كونان دويل. وهي واحدة من ثمانية قصص قصيرة من سلسلة قوسه الأخير: بعض ذكريات شيرلوك هولمز، نشرت القصة في عام 1917. ليس الراوي في هذه القصة هو واطسون، ولا حتى هولمز، وإنما يلجأ الكاتب هذه المرة إلى راوٍ آخر يصف الأحداث دون أن يشارك فيها.

## الترجمة العربية
المغامرة الأخيرة: خاتمة أعمال شيرلوك هولمز، مؤسسة هنداوي، ترجمة إسلام سميح الردان ومراجعة محمد فتحي خضر.